# Blue Springs (Alabama)
Blue Springs es un pueblo del Condado de Barbour, Alabama, Estados Unidos. En el censo de 2000, su población era de 121. 

## Demografía
En el 2000 la renta per cápita promedia del hogar era de $ 38.000$ y el ingreso promedio para una familia era de 38.250$. El ingreso per cápita para la localidad era de 17.224$. Los hombres tenían un ingreso per cápita de 27.000$ contra 21.500$ para las mujeres.

## Geografía
Blue Springs está situado en 31°39′51″N 85°29′45″O / 31.66417, -85.49583 (31.664330, -85.495919).
Según la Oficina del Censo de los EE. UU., la ciudad tiene un área total de 2.89 millas cuadradas (7.50 km ²).